# Euglena (empresa)
Euglena Co., Ltd es una empresa japonesa que se dedica a cultivar y aprovechar un tipo de microalgas que se llaman euglena. Esta empresa fue creada en 2005 y tiene su sede en Tokio. Desde 2010, esta empresa está realizando investigaciones para producir algún tipo de biocombustible con euglena.

## Cronología
2005 : Euglena Co., Ltd fue creada. Comenzó la producción de euglena.
2010 : La empresa comenzó a realizar investigaciones para producir biocombustible con euglena.
2014 : La empresa ingresó al primer segmento de empresas en la Bolsa de Valores de Tokio.
2018: La empresa construyó una fábrica de biocombustibles.

## Biocombustible
En 2015, Euglena Co., Ltd produjo biocombustible para autobús, compuesto de 1% de euglena.
La empresa tiene ambición de producir biocombustible para los aviones en 2020. Sin embargo, la empresa no ha llegado eso por el momento.